# XpanD
XpanD é uma das três marcas de projeção cinematográgica digital 3D dísponíveis no mercado. As outras duas são a Real D e a Dolby 3D.